# کاتوه
کاتوه (به لاتین: Katwe) منطقه ای در شهر کامپالا، پایتخت اوگاندا است. کاتوه ۱٬۱۹۰ متر بالاتر از سطح دریا واقع شده‌است.